# Science-Fiction-Jahr 1945
Übersicht

◄◄ | ◄ | 1941 | 1942 | 1943 | 1944 | Science-Fiction-Jahr 1945 | 1946 | 1947 | 1948 | 1949 | ► | ►►

Weitere Ereignisse